# Lauren Gibbs
Lauren Gibbs (* 2. März 1984 in Los Angeles) ist eine US-amerikanische Bobfahrerin. Sie nahm 2018 für die USA an den Olympischen Winterspielen teil und gewann mit Elana Meyers Taylor die Silbermedaille im Zweierbob der Damen. 2020 wurde sie gemeinsam mit Kaillie Humphries bei den Bob- und Skeleton-Weltmeisterschaften Weltmeisterin im Zweierbob der Damen.

## Karriere
Die ehemalige Volleyballspielerin Lauren Gibbs debütierte als Anschieberin bei einem internationalen Wettkampf am 13. November 2014 im Nordamerikacup. Bei dem Wettbewerb in Park City belegte sie als Anschieberin von Jazmine Fenlator den vierten Platz. Einen Tag später war sie für den Bob von Jamie Greubel Poser als Anschieberin aktiv und dabei konnte sie ihren ersten Sieg im Nordamerikacup feiern. Sie gewannen vor dem Bob von Mica McNeill und dem von Katelyn Kelly. Nach den beiden Einsätzen wurde sie auch im Weltcup 2014/15 eingesetzt. Ihren ersten Wettbewerb absolvierte sie am 13. Dezember 2014 als Anschieberin von Jamie Greubel Poser und die beide belegten beim US-amerikanischen Dreifacherfolg den dritten Platz hinter den Bobs von Elana Meyers Taylor und Jazmine Fenlator. Am Ende der Saison nahm sie als Anschieberin von Jamie Greubel Poser an der Bob-Weltmeisterschaft 2015 in Winterberg teil und die beiden belegten dabei den fünften Platz. Zudem waren die beiden auch Teil des US-amerikanischen Teams, welches im Mixed-Team-Wettbewerb den siebten Platz belegte.
Obwohl Lauren Gibbs in der Saison 2015/16 weiterhin zum Team von Jamie Greubel Poser gehörte und auch drei Weltcup-Rennen mit ihr absolvierte, wurde sie am 6. Februar 2016 beim Weltcup in St. Moritz auf dem Olympia Bob Run St. Moritz–Celerina als Anschieberin von Elana Meyers Taylor eingesetzt und die beiden gewann den Wettbewerb vor den Bobs von Anja Schneiderheinze und Kaillie Humphries. Auf Grund dieses Erfolges wurde sie auch bei der Bob-Weltmeisterschaft 2016 in Innsbruck. Gemeinsam mit Elana Meyers Taylor konnte sie bei den Weltmeisterschaften hinter den Bobs von Anja Schneiderheinze und Kaillie Humphries die Bronzemedaille gewinnen.
In der Saison 2016/17 wurde sie bei den Weltcup-Rennen als Anschieberin von Jamie Greubel Poser und Brittany Reinbolt eingesetzt. Mit Jamie Greubel Poser konnte sie jeweils in Whistler und St. Moritz den dritten Platz belegen. Bei der Bob-Weltmeisterschaft 2017 wurde sie als Anschieberin von Brittany Reinbolt und belegte mit dieser den zwölften Platz auf der Kunsteisbahn Königssee. Nach den Weltmeisterschaften fand am 18. März 2017 im Olympic Sliding Centre der erste Wettbewerb auf der Olympiabahn von 2018 statt. Gemeinsam mit Brittany Reinbolt belegte Lauren Gibbs dabei den elften Platz.
In der Olympiasaison 2017/18 belegte Lauren Gibbs als Anschieberin von Elana Meyers Taylor gleich beim ersten Wettbewerb in Lake Placid auf der Olympia-Bobbahn Mount Van Hoevenberg den zweiten Platz hinter dem Bob von Kaillie Humphries und vor dem Bob von Stephanie Schneider. Am 17. November 2017 konnte sie ihren zweiten Weltcup-Sieg bejubeln. Sie und die Pilotin Jamie Greubel Poser gewannen den Weltcup in Park City. Als Anschieberin von Elana Meyers Taylor folgten in Winterberg und in Königssee ein zweiter und dritter Platz. Vom United States Olympic Committee wurde Lauren Gibbs gemeinsam mit Elana Meyers Taylor für die Olympischen Winterspiele 2018 nominiert. Nach vier Läufen belegten sie hinter den deutschen Bob von Mariama Jamanka und vor dem kanadischen Bob von Kaillie Humphries den zweiten Platz.
In der Saison 2018/19 war Lauren Gibbs als Anschieberin von Elana Meyers Taylor und von Brittany Reinbolt aktiv. Am 26. Januar 2019 konnte sie gemeinsam mit Elana Meyers Taylor zum zweiten Mal auf dem Olympia Bob Run St. Moritz–Celerina gewinnen, und zwar vor den Bobs von Stephanie Schneider und Mariama Jamanka. Beim darauffolgenden Weltcup in Calgary belegten sie hinter dem Bob von Mariama Jamanka und vor dem Bob von Stephanie Schneider den zweiten Platz. Bei der Bob-Weltmeisterschaft 2019 im Whistler Sliding Centre war sie die Anschieberin von Brittany Reinbolt und die beiden belegten den fünften Platz. Nach der Weltcup-Saison startete Lauren Gibbs in Lake Placid bei zwei Monobob-Wettbewerben und belegte dabei den siebten und achten Platz.
Zur Saison 2018/19 wurde sie Anschieberin von Kaillie Humphries, welche vom kanadischen Verband zum US-amerikanischen Verband gewechselt ist. Die beiden startete bei Nordamerikacup und belegten bei den beiden Wettbewerben in Lake Placid den zweiten und dritten Platz. In Lake Placid startete auch der Bob-Weltcup 2018/19 und die beiden konnten sowohl den Wettbewerb am 7. Dezember 2019 vor den Bobs von Stephanie Schneider und Kim Kalicki als auch den Wettbewerb am 14. Dezember 2017 vor den Bobs von Kim Kalicki und Christine de Bruin. Am 1. Februar 2020 feierten Kalie Humphries und Lauren Gibbs ihren dritten gemeinsamen Weltcup-Erfolg. In St. Moritz gewannen sie vor den Bobs von Mariama Jamanka und Stephanie Schneider.
Bei den Bob- und Skeleton-Weltmeisterschaften 2020 in Altenberg gingen Lauren Gibbs und Kaillie Humphries als Favoriten im Zweierbob der Damen an den Start und sie wurden ihrer Rolle gerecht. Nach vier Läufen sicherten sich die beiden den Weltmeistertitel vor dem deutschen Bob von Kim Kalicki und den kanadischen Bob von Christine de Bruin. Während es der erste Weltmeistertitel für Lauren Gibbs war, gewann Kaillie Humphries nach 2012 und 2013 schon ihren dritten Weltmeistertitel.

## Erfolge

### Weltmeisterschaften
- 2016:  Zweierbob
- 2020:  Zweierbob

### Weltcup-Siege
| Nr. | Datum             | Ort         | Bahn                                 | Pilotin             |
| --- | ----------------- | ----------- | ------------------------------------ | ------------------- |
| 1.  | 6. Februar 2016   | St. Moritz  | Olympia Bob Run St. Moritz–Celerina  | Elana Meyers Taylor |
| 2.  | 18. November 2017 | Park City   | Bobbahn Park City                    | Jamie Greubel Poser |
| 3.  | 26. Januar 2019   | St. Moritz  | Olympia Bob Run St. Moritz–Celerina  | Elana Meyers Taylor |
| 4.  | 7. Dezember 2017  | Lake Placid | Olympia-Bobbahn Mount Van Hoevenberg | Kaillie Humphries   |
| 5.  | 14. Dezember 2017 | Lake Placid | Olympia-Bobbahn Mount Van Hoevenberg | Kaillie Humphries   |
| 6.  | 1. Februar 2020   | St. Moritz  | Olympia Bob Run St. Moritz–Celerina  | Kaillie Humphries   |

### Nordamerikacup-Siege
| Nr. | Datum             | Ort       | Bahn              | Pilotin             |
| --- | ----------------- | --------- | ----------------- | ------------------- |
| 1.  | 14. November 2014 | Park City | Bobbahn Park City | Jamie Greubel Poser |